# Haematortyx sanguiniceps
La pernice testacremisi, anche pernice di bosco testacarminio  (Haematortyx sanguiniceps (Sharpe, 1879) è un uccello galliforme della famiglia dei Fasianidi. È l'unica specie nota del genere Haematortyx.

## Descrizione
È un galliforme lungo circa 25 cm, con un peso di circa 330 g.

## Distribuzione e habitat
Questa specie è endemica del Borneo.